# Idiocera (Euptilostena) reticulata
Idiocera (Euptilostena) reticulata is een tweevleugelige uit de familie steltmuggen (Limoniidae). De soort komt voor in het Palearctisch en Oriëntaals gebied.